# Kaggere, Tumkur
Kaggere là một làng thuộc tehsil Tumkur, huyện Tumkur, bang Karnataka, Ấn Độ.